# Белые ночи (альманах)
«Белые ночи» (альманах) — сборники документально-художественных очерков от Лениздата.
Серия книг, подготовленная коллективом специалистов, содержащая уникальные воспоминания живых свидетелей и участников событий. Альманах содержит много архивных фотографий, фотографий из частных семейных архивов, множество художественных изображений; очерки, зарисовки, множество документов и воспоминаний о людях прославивших своими делами город на Неве, о блокаде Ленинграда, Революции, документально-художественных очерков посвященых страницам истории Петербурга-Ленинграда. Альманах «Белые ночи» является ценным источником, так как содержит прямые воспоминания свидетелей и участников событий, малоизвестные исторические факты, новые материалы и находки в области литературоведения, искусствоведения и других наук, подготовленные специально для этого издания. Много материалов, посвященных жизни и творчеству замечательных петербуржцев: учёных, художников, писателей и др.
Содержит рассказы и воспоминания ветеранов, поэтов, др. деятелях культуры, о музеях, известных людях, блокаде Ленинграда,… Содержит старые фотографии из архивов, иногда из частных/домашних архивов.  Серия книг «Белые ночи (альманах)» — 8 книг (1971—1989).

## Перечень книг
- Коллектив авторов. «Белые ночи» (альманах) / составитель И. И. Слобожан, редактор В. А. Кандыбенко, художник О. И. Маслаков, технические редакторы В. И. Демьяненко, Т. А. Шермушенко, корректор И. Е. Блиндер; редакционная коллегия М. К. Аникушин, М. А. Дудин, В. А. Мануйлов, Е. Е. Моисеенко, А. Н. Савинов, З. В. Степанов, Г. А. Товстоногов. — Л.: Лениздат, 1971. — 460 с. — 25 000 экз.
- Коллектив авторов. «Белые ночи» (альманах) / составитель И. И. Слобожан, редактор В. А. Кандыбенко, художник О. И. Маслаков, технический редактор В. И. Демьяненко, корректор И. В. Левтонова; редакционная коллегия М. К. Аникушин, М. А. Дудин, В. А. Мануйлов, Е. Е. Моисеенко, З. В. Степанов, Г. А. Товстоногов. — Л.: Лениздат, 1973. — 488 с. — 40 000 экз.
- Коллектив авторов. «Белые ночи» (альманах) / составитель И. И. Слобожан, редактор Э. Ф. Кузнецова, оформление художника О. И. Маслакова, рисунки художника Н. А. Нефёдова, художник-редактор О. И. Маслаков, технический редактор В. И. Демьяненко, корректор И. Е. Блиндер; редакционная коллегия М. К. Аникушин, М. А. Дудин, В. А. Мануйлов, Е. Е. Моисеенко, З. В. Степанов, Г. А. Товстоногов. — Л.: Лениздат, 1974. — 568 с. — 50 000 экз.
- Коллектив авторов. «Белые ночи» (альманах) / составитель И. И. Слобожан, редактор Э. Ф. Кузнецова, художник О. И. Маслаков, художественный редактор И. З. Семенцов, технический редактор В. И. Демьяненко, корректор И. Е. Блиндер; редакционная коллегия М. К. Аникушин, М. А. Дудин, Е. Е. Моисеенко, З. В. Степанов, Е. Н. Моряков. — Л.: Лениздат, 1975. — 528 с. — 50 000 экз.
- Коллектив авторов. «Белые ночи» (альманах) / составитель И. И. Слобожан, редактор И. А. Сенина, художник О. И. Маслаков, художественный редактор И. З. Семенцов, технический редактор В. И. Демьяненко, корректор И. Е. Блиндер; редакционная коллегия М. К. Аникушин, М. А. Дудин, Е. Е. Моисеенко, Е. Н. Моряков, З. В. Степанов. — Л.: Лениздат, 1978. — 496 с. — 50 000 экз.
- Коллектив авторов. «Белые ночи» (альманах) / составитель И. И. Слобожан, редактор В. П. Иванова, художник О. И. Маслаков, художественный редактор И. З. Семенцов, технический редактор В. И. Демьяненко, корректор В. Д. Чаленко; редакционная коллегия М. К. Аникушин, М. А. Дудин, Е. Е. Моисеенко, Е. Н. Моряков, З. В. Степанов. — Л.: Лениздат, 1980. — 448 с. — 50 000 экз.
- Коллектив авторов. «Белые ночи» (альманах) / составитель Л. Б. Добринская,заведующая редакцией А. М. Березина, редакторы Э. Ф. Кузнецова, Я. Л. Сухотин, младший редактор В. А. Лазарева, художник В. П. Веселков, художественный редактор И. З. Семенцов, фотографы Е. А. Бернштейн, А. И. Дроздов, О. Н. Миронец, В. П. Самойлов, технический редактор А. И. Сергеева, корректор Л. М. Ван-Заам. — Л.: Лениздат, 1985. — 408 с. — 50 000 экз.
- Коллектив авторов. «Белые ночи» (альманах) / составитель Л. Б. Добринская, редакторы И. А. Орлова, Э. А. Ремизова, заведующая редакцией А. М. Березина, Младший редактор, И. А. Ботузова, художник В. Г. Гузь, фотографы К. И. Жаринова, А. В. Галкин, Е. А. Бернштейн, Ю. Н. Щенников, И. И. Потёмкин, технический редактор Г. В. Перснова, корректор В. В. Безымянская. — Л.: Лениздат, 1989. — 512 с. — 50 000 экз. — ISBN 5289003371.